# Currassanthura bermudensis
Currassanthura bermudensis es una especie de crustáceo de la familia anthuridae. Es endémico de Bermudas. No posee nombre común. 